# La donna proibita (film 1932)
La donna proibita (Back Street) è un film del 1932, diretto da John M. Stahl. La sceneggiatura è tratta dal romanzo Back Street di Fannie Hurst, pubblicato nel 1931.

## Trama
Ambientata a Cincinnati, la triste storia di Ray Schmidt che, innamorata di un banchiere che avrebbe potuto sposare, si rassegna a diventare la sua amante, rifiutando persino le richieste di un suo ex.
La povere ragazza morirà di disperazione poco dopo il decesso dell'uomo.

## Produzione
Il film fu prodotto dall'Universal Pictures e venne girato negli Studi dell'Universal, al 100 Universal City Plaza di Universal City, in California.

## Distribuzione
Distribuito dall'Universal Pictures, il film fu presentato in prima negli USA il 1º settembre 1932.

### Date di uscita
IMDb
- USA	1º settembre 1932	 (première)
- Francia	23 dicembre 1932
- USA	30 dicembre 1932
- Danimarca	6 febbraio 1935

Alias
- Back Street	USA (titolo originale)
- Back Street	Francia
- Boczna ulica	Polonia
- In der Seitengasse   	Austria
- La donna proibita	Italia
- La usurpadora	     Spagna (titolo di lavorazione)
- Sto perithorio tis zois	Grecia